# Frommeshof
Der Frommeshof ist ein Ort in der Gemeinde Gerstungen im Wartburgkreis.

## Lage
Das Gehöft befindet sich südlich des Rennsteigs und etwa 3,5 Kilometer nordöstlich des Ortsteils Oberellen. Das unter Denkmalschutz stehende Hauptgebäude wurde bereits in den 1980er Jahren von den heutigen Besitzern erworben und fachgerecht saniert. Neben dem Haupthaus befindet sich von der ursprünglichen Hofanlage noch der Teich. Die ebenfalls baufälligen Nebengebäude wurden durch moderne Anbauten ersetzt. Am Hof führt der beliebte Rundwanderweg vom Clausberg über Hütschhof, Frommeshof und Rangenhof vorbei. Die geographische Höhe des Ortes beträgt 305 m ü. NN.

## Geschichte
Abseits des Hauptortes Oberellen entstanden als Rodungsinseln in den Seitentälern des Eltetales mehrere Einzelhöfe: Frommeshof, Rangenhof, Hütschhof, Dachsberg (Wüstung) und der Clausberg – wohl ursprünglich eine hochmittelalterliche Klause (Raststätte) am Rennsteig.
Von den Folgen des Dreißigjährigen Krieges erholten sich die Gehöfte relativ rasch. Der im 17. Jahrhundert auch Frommelshof genannte Hof gehörte zur Henfstädter Linie der Herren von Hanstein, sie waren Vettern der auch in Oberellen sitzenden Hansteiner (Oberellener Linie).
Das prachtvolle Fachwerkhaus belegt den Wohlstand der Bevölkerung in den Folgejahren. Um 1830 erwähnt eine Statistik ein Wohnhaus und sechs Einwohner – 5 Männer und eine Frau.
Infolge der zahllosen Erbteilungen, Verpfändungen und Gebietsabtretungen in Thüringen bildete Oberellen bis 1920 eine zum Herzogtum (ab 1918 Freistaat) Sachsen-Meiningen gehörende Enklave im Eisenacher Land. Von dieser Sonderrolle zeugen heute noch hunderte, oft meterhohe Grenzsteine rings um den Ort.
Am 16. März 2004 wurde der Frommeshof als Ortsteil von Oberellen ein Teil der Einheitsgemeinde Gerstungen.